# Rosine Stoltz
Rosine Stoltz, właśc. Victoire lub Victorine Noël (ur. 13 lutego 1815 w Paryżu, zm. 28 lipca 1903 tamże) – francuska śpiewaczka operowa, mezzosopran.

## Życiorys
Była córką woźnego, objęta opieką przez księżną de Berri została posłana na nauki do konwentu żeńskiego. Jej talent wokalny został dostrzeżony przez Alexandre’a-Étienne’a Chorona, który wykształcił ją i zapewnił debiut sceniczny w Paryżu i Brukseli w 1832 roku. Na początku swojej kariery posługiwała się nazwiskiem Rosine Niva, później występowała pod nazwiskiem Ternaux i jako Héloise Stoltz. W 1837 roku odniosła pierwszy wielki sukces w brukselskim Théâtre de la Monnaie rolą Racheli w Żydówce Jacques’a Fromentala Halévy’ego. Następnie występowała w Paryżu, gdzie brała udział w premierach kolejnych oper Fromentala Halévy’ego: Guido et Ginevra (1838), La reine de Chypre (1841), Charles VI (1843) i Le lazzarone (1844). Wystąpiła także w prapremierowych przedstawieniach oper Hectora Berlioza Benvenuto Cellini (1838, jako Ascanio) oraz Gaetano Donizettiego Faworyta (1840, jako Leonora) i Dom Sébastien (1843, jako Zayda). Ze względu na burzliwy tryb życia, eliminowanie ze sceny rywalek i romans z dyrektorem Léonem Pilletem była atakowana przez prasę jako intrygantka i w 1847 roku w atmosferze skandalu odeszła z opery paryskiej. W latach 1850–1859 występowała w Brazylii na osobiste zaproszenie cesarza Piotra II, otrzymując wówczas wynagrodzenie w kwocie 400 tysięcy franków za jeden sezon operowy. W 1860 roku występem w Lyonie zakończyła karierę sceniczną.
Zasłynęła licznymi romansami i krótkotrwałymi małżeństwami, oskarżano ją o przyczynienie się do choroby umysłowej Gaetano Donizettiego. Po przejściu na emeryturę stała się posiadaczką kilku tytułów arystokratycznych, pozbawionych jednak większego znaczenia. W 1865 roku otrzymała z rąk księcia Ernesta II tytuł baronowej Stoltzenau i hrabiny Ketschendorf. W 1872 roku po ślubie z księciem Karolem z Lesignano otrzymała tytuł księżnej Lesignano, w 1878 roku poślubiła natomiast hiszpańskiego księcia Manuela Godoi Bassano de la Paix. Pod nazwiskiem księżnej Lesignano wydała w 1880 roku pracę Les Constitutions de tons les pays civilisés, opublikowała też sześć pieśni, żadnego z tych dzieł prawdopodobnie jednak nie napisała osobiście.